# Alsleben (Saale)
Alsleben (Saale) è una città di 2 564 abitanti situata nel land della Sassonia-Anhalt, in Germania.
Appartiene al circondario (Landkreis) del Salzland e fa parte della comunità amministrativa Saale-Wipper.